# Balanidae
Balanidae zijn een familie van kreeftachtigen binnen de orde van Balanomorpha.

## Kenmerken
Sommige soorten kunnen 10 cm breed en hoog worden, maar de meeste blijven kleiner.

## Verspreiding en leefgebied
Soorten uit deze familie komen vaak massaal voor op rotskusten, waar ze voedseldeeltjes uit het water filteren.

## Soorten
De volgende taxa zijn bij de familie ingedeeld:
- Onderfamilie Amphibalaninae Pitombo, 2004
  - Geslacht Amphibalanus Pitombo, 2004
  - Geslacht Fistulobalanus Zullo, 1984
  - Geslacht Tetrabalanus Cornwall, 1941
- Onderfamilie Balaninae
  - Geslacht Balanus Costa, 1778
  - Geslacht Tamiosoma Conrad, 1857
  - Geslacht Zulloa Ross & Newman, 1996
- Onderfamilie Concavinae
  - Geslacht Alessandriella Carriol, 2001
  - Geslacht Arossia Newman, 1982
  - Geslacht Chesaconcavus
  - Geslacht Concavus Newman, 1982
  - Geslacht Menesiniella Newman, 1982
  - Geslacht Paraconcavus Zullo, 1992
  - Geslacht Perforatus Pitombo, 2004
  - Geslacht Zulloconcavus Carriol, 2001
- Onderfamilie Megabalaninae
  - Geslacht Austromegabalanus Newman, 1979
  - Geslacht Fosterella Buckeridge, 1983
    - = Fosterela Buckeridge, 1983

  - Geslacht Megabalanus Hoek, 1913
  - Geslacht Notomegabalanus Newman, 1979

## In Nederland waargenomen soorten
- Geslacht: Amphibalanus
  - Amphibalanus improvisus – Brakwaterpok
- Geslacht: Balanus
  - Balanus balanus – Grote zeepok
  - Balanus crenatus – Gekerfde zeepok
- Geslacht: Megabalanus
  - Megabalanus coccopoma – Grote roze zeepok
  - Megabalanus tintinnabulum – Zeetulp
- Geslacht: Perforatus
  - Perforatus perforatus – Vulkaantje